# Гастісфорд (Вісконсин)
Гастісфорд (англ. Hustisford) — селище (англ. village) в США, в окрузі Додж штату Вісконсин. Населення — 1101 особа (2020).

## Географія
Гастісфорд розташований за координатами 43°20′39″ пн. ш. 88°36′31″ зх. д. / 43.34417° пн. ш. 88.60861° зх. д. (43.344038, -88.608614).  За даними Бюро перепису населення США в 2010 році селище мало площу 2,87 км², з яких 2,32 км² — суходіл та 0,55 км² — водойми.

## Демографія
Згідно з переписом 2010 року, у селищі мешкали 1123 особи в 477 домогосподарствах у складі 309 родин. Густота населення становила 392 особи/км².  Було 532 помешкання (186/км²).
Расовий склад населення:
| - 97,2 % — білих - 1,0 % — корінних американців - 0,6 % — азіатів - 0,5 % — чорних або афроамериканців |

До двох чи більше рас належало 0,5 %. Частка іспаномовних становила 2,9 % від усіх жителів.
За віковим діапазоном населення розподілялося таким чином: 22,4 % — особи молодші 18 років, 63,2 % — особи у віці 18—64 років, 14,4 % — особи у віці 65 років та старші. Медіана віку мешканця становила 39,4 року. На 100 осіб жіночої статі у селищі припадало 108,7 чоловіків;  на 100 жінок у віці від 18 років та старших — 102,6 чоловіків також старших 18 років.
Середній дохід на одне домашнє господарство  становив 63 421 долар США (медіана — 62 083), а середній дохід на одну сім'ю — 78 736 доларів (медіана — 74 118). Медіана доходів становила 50 536 доларів для чоловіків та 38 977 доларів для жінок. За межею бідності перебувало 8,4 % осіб, у тому числі 5,2 % дітей у віці до 18 років та 8,5 % осіб у віці 65 років та старших.
Цивільне працевлаштоване населення становило 492 особи. Основні галузі зайнятості: виробництво — 31,1 %, освіта, охорона здоров'я та соціальна допомога — 16,7 %, роздрібна торгівля — 9,3 %, оптова торгівля — 7,9 %.